# Sandra Good
Sandra Collins Good (San Diego, California, 20 de febrero de 1944) es una ex seguidora del grupo de Charles Manson conocido como «La Familia Manson» y amiga cercana de Lynette Fromme. Manson le puso el apodo Blue (Azul), porque según él, ella representaba el aire y el agua.
A pesar de su asociación con Manson y sus seguidores, Sandra Good no participó en los asesinatos Tate - LaBianca porque ella estaba en la cárcel en ese entonces por el uso de unas tarjetas de crédito robadas. Sin embargo, dijo que respetaba a los que cometieron los homicidios y demostró su apoyo a Manson durante su juicio afeitándose la cabeza, además de haberse tallado una X en la frente.

## Biografía
Sandra Good nació en San Diego, California, su padre era agente de bolsas. Sus padres se divorciaron cuando ella tenía 4 años de edad. Asistió a una escuela en Point Loma, en donde fue miembro del Club de Opinión del Estudiante. 
Sandra asistió a la Universidad Estatal de Sacramento, la Universidad de Oregón y la Universidad Estatal de San Francisco durante siete años, pero nunca se graduó.

## La Familia Manson
Sandra Good se unió a «La Familia Manson» en abril de 1968 y unos meses más tarde se mudaron al Rancho Spahn. Ella estaba en la cárcel con Mary Brunner por tratar de utilizar tarjetas de crédito robadas, en el momento de los asesinatos de Sharon Tate y el matrimonio La Bianca, pero estaba de vuelta en el rancho en el momento que la «La Familia» fue puesta bajo arresto.
Tuvo un hijo el 16 de septiembre de 1969, al cual nombró Ivan S. Pugh. Varios hombres fueron nombrados como probables padres del niño, aunque el más nombrado fue Joel Pugh (7 de junio de 1940 - 1 de diciembre de 1969), quien fue encontrado muerto en una habitación en un hotel en Londres bajo circunstancias sospechosas.

## Prisión
El 22 de diciembre de 1975, Sandra Good y otra devota de Manson, Susan Murphy, fueron acusadas de "conspiración para enviar cartas amenazantes a través del correo" por un gran jurado federal en Sacramento, en relación con una amenaza de muerte a más de 170 ejecutivos corporativos que Good creía estaban contaminando el planeta.
Fue declarada culpable el 16 de marzo de 1976. Good fue sentenciada el 13 de abril de ese mismo año, a 15 años en prisión. 